# Awa III
Mar Awa III, nato Daniel Royel (Chicago, 4 luglio 1975), è un arcivescovo cristiano orientale statunitense, dall'8 settembre 2021 catholicos e patriarca della Chiesa assira d'Oriente.

## Biografia
Nato il 4 luglio 1975 a Chicago negli Stati Uniti d'America, riceve l’ordinazione sacerdotale il 23 maggio 1999 dal patriarca Dinkha IV e il 30 novembre 2008 a Modesto è consacrato vescovo della diocesi della California, assumendo il nome di Awa. È il primo vescovo della Chiesa assira d'Oriente nato negli Stati Uniti.
L'8 settembre 2021 è eletto patriarca della Chiesa assira d'Oriente e il 13 settembre successivo è intronizzato nella cattedrale di San Giovanni Battista di Erbil in Iraq.